# Huperzin A
Huperzin A là một alkaloid sesquiterpen nguồn gốc tự nhiên, được tìm thấy trong phần chiết ra từ loài thạch tùng răng cưa (Huperzia serrata, một trong các tên gọi trong tiếng Trung của nó là 蛇足石杉: xà túc thạch sam) lần đầu tiên vào năm 1980 tại Viện Y học Chiết Giang và Viện dược liệu Thượng Hải của Viện Hàn lâm khoa học Trung Quốc. Loài cây này đã từng được sử dụng trong y học cổ truyền Trung Hoa trong nhiều thế kỷ để điều trị các vết sưng tấy, sốt, viêm phổi, ung thư phổi, bệnh trĩ, thổ huyết (nôn ra máu), tiện huyết (đại tiện ra máu) và các rối loạn đường máu khác. Trong các thử nghiệm lâm sàng gần đây tại Trung Quốc, người ta nhận thấy nó có các tác dụng bảo vệ thần kinh. Hiện tại nó đang được nghiên cứu để điều trị một số bệnh do thoái hóa thần kinh – cụ thể là bệnh Alzheimer.
Huperzin A đã gây được sự chú ý đối với giới y học phương Tây. Người ta nhận thấy nó là một chất ức chế đối với enzym axetylcholinesteraza. Nó có cơ chế tác động tương tự như của các loại dược phẩm như galantamine và donepezil là các loại thuốc dùng trong điều trị bệnh Alzheimer.
Các thử nghiệm lâm sàng tại Trung Quốc chỉ ra rằng huperzin A có hiệu lực có thể so sánh được với các loại dược phẩm đang có trên thị trường và có thể là hơi an toàn hơn khi so về các tác động phụ. Hiện tại, National Institute on Aging (NIA) Hoa Kỳ đang tiến hành thử nghiệm lâm sàng giai đoạn II để đánh giá độ an toàn và hiệu lực của huperzin A trong điều trị bệnh Alzheimer trong thử nghiệm kiểm soát ngẫu nhiên về hiệu lực của nó đối với chức năng nhận thức. Gần đây, người ta cũng nghiên cứu tác dụng của nó đối với chứng động kinh trong nghiên cứu lâm sàng ban đầu gồm 20 người do các nhà thần kinh học tại Đại học Harvard tiến hành để kiểm tra giá trị và hiệu ứng phụ của nó đối với những người không thể được điều trị tốt bằng các loại dược phẩm hiện có.